# アシュランド (ケンタッキー州)

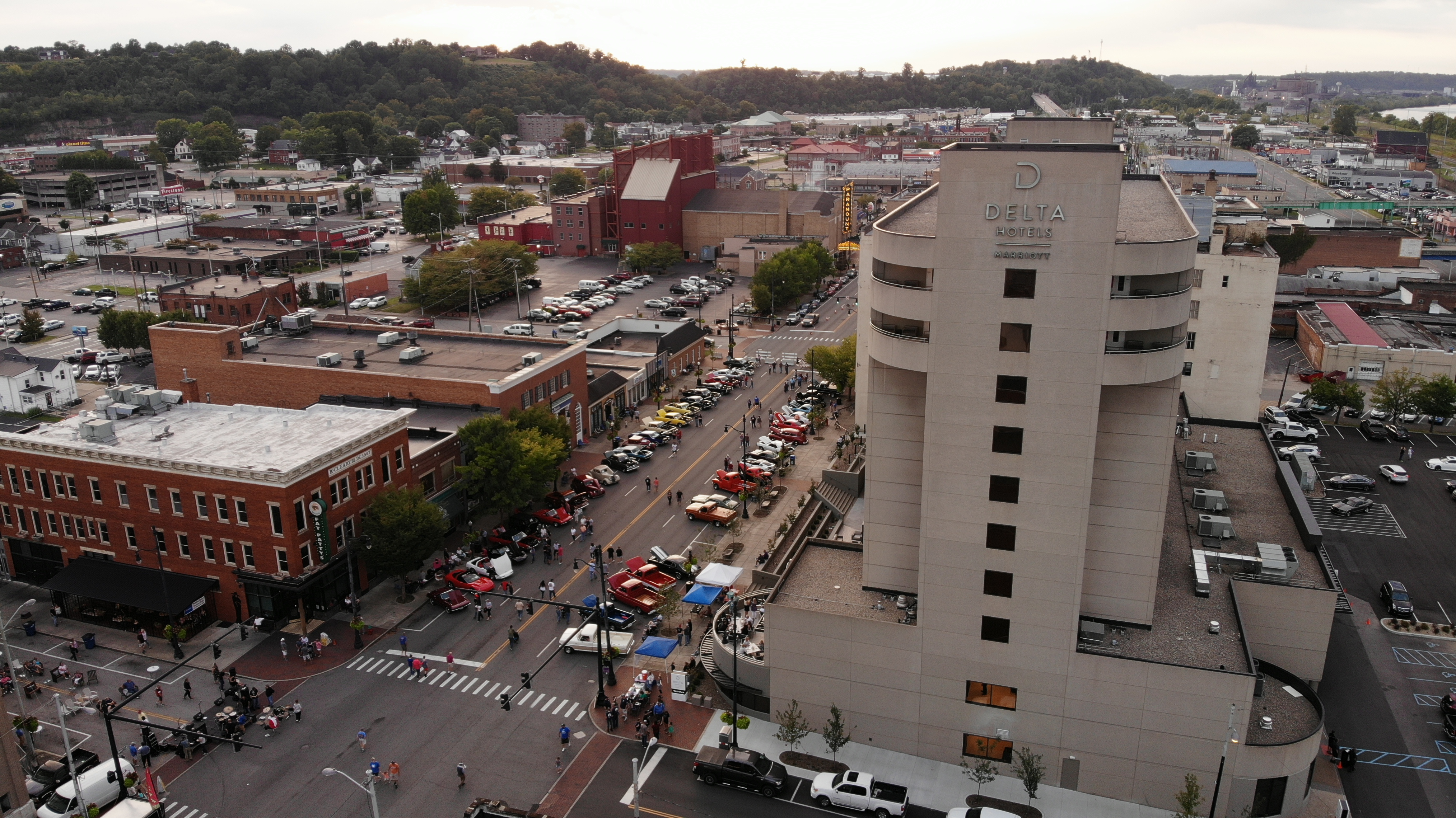
ダウンタウン・アシュランド

アシュランド（Ashland）は、アメリカ合衆国ケンタッキー州北東部ボイド郡に位置する都市。市街地はオハイオ川に沿って細長く広がっている。人口は2万1625人（2020年） 。
アシュランドはウェストバージニア州ハンティントンと共に、ケンタッキー・ウェストバージニア・オハイオの3州にまたがる都市圏を形成している。

## 歴史
1786年、オハイオ川のほとりにポージズ・ランディング（Poage's Landing）という入植地が設けられた。 スコットランド人、アイルランド人が入植したこの地こそ、のちにアシュランドとなるこの都市の始まりであった。1854年、州の有力人物であるヘンリー・クレイの屋敷の名をとって、同市はアシュランドに改名された。市名の由来となったこの屋敷は同州レキシントンに位置していた。
オハイオ川を利用した水上交通の便や、アパラチア山脈の鉄鉱石や石炭といった鉱物資源に恵まれたアシュランドは製鉄をはじめとする工業都市として発展した。近郊のキャットレッツバーグ（Catlettsburg）市にあるマラソン・オイル社（Marathon Oil）の精油所や、AKスチール社（AK Steel）などの重工業は今日においてもアシュランドの経済を支えている。しかし、現在アシュランドで最大の雇用主はこういった重工業ではなく、キングス・ドーターズ医療センター（King's Daughters Medical Center）である。

## 地理

ボイド郡内の位置

アシュランドは北緯38度27分50秒 西経82度38分30秒 / 北緯38.46389度 西経82.64167度（38.464017, -82.641571）に位置している。
アメリカ合衆国統計局によると、アシュランド市は総面積31.6km²（12.2mi²）である。そのうち28.7km（11.1mi²）が陸地で2.9km²（1.1mi²）が水域である。総面積の9.18%が水域となっている。

## 見どころ

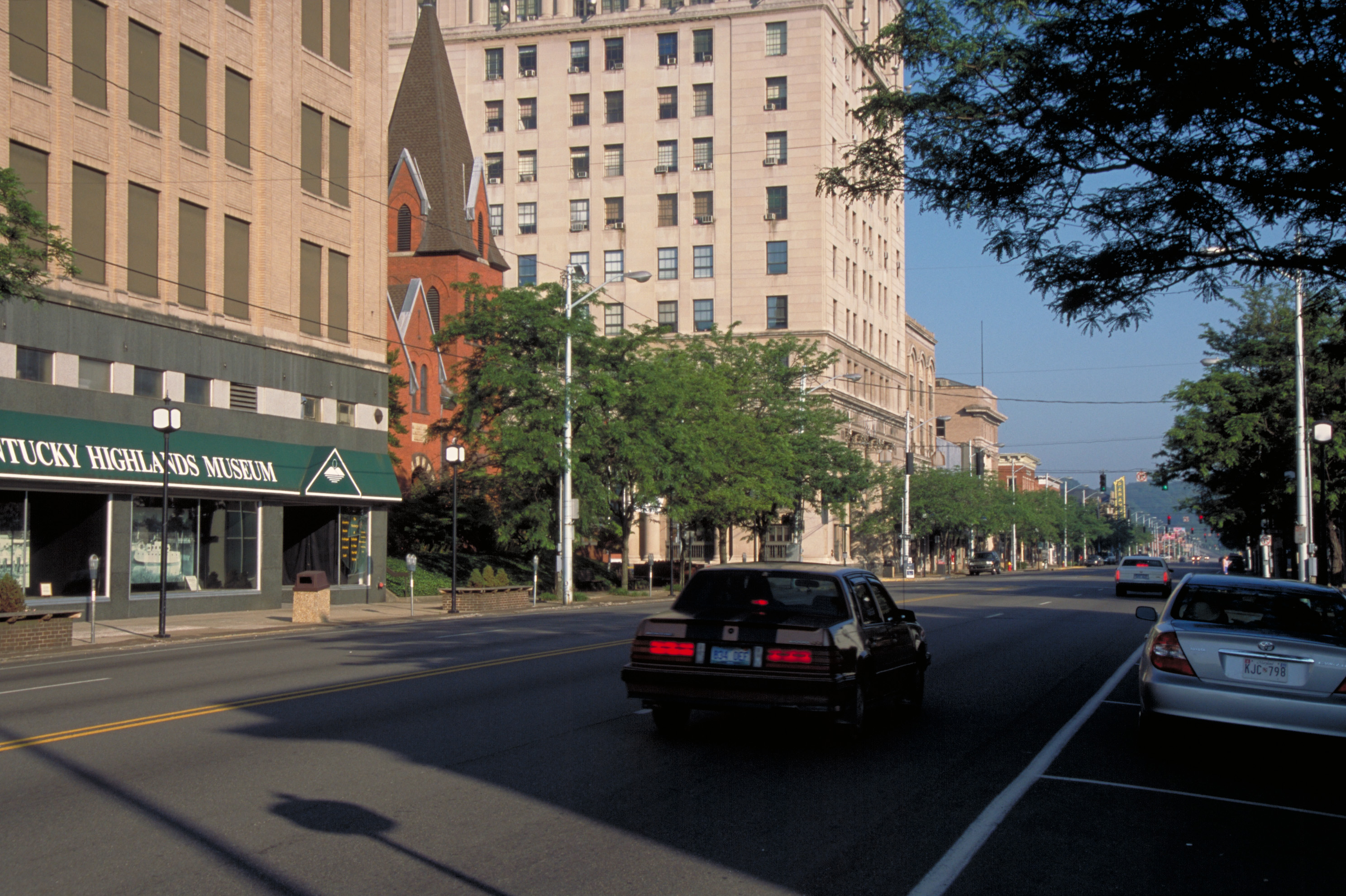
ハイランズ博物館（左）

- パラマウント・アーツ・センター（Paramount Arts Center） - 1930年に建てられたアール・デコ調の建物を改装して劇場にしたもの。演劇・バレエ・オーケストラといったさまざまな公演が行われる。アシュランドのメイン・ストリートであるウィンチェスター通り（Winchester Avenue）に位置する。ケンタッキー州東部、および3州にまたがる都市圏内の重要な演技芸術施設のひとつとなっている。
- ハイランズ博物館・ディスカバリーセンター（Highlands Museum and Discovery Center） - 地元出身のジャズ（The Judds、アシュレー・ジャドの母と姉のユニット）をはじめとするカントリー・ミュージックに関する展示物を揃える。ウィンチェスター通りに位置する。
- ペンドルトン美術館（Pendleton Art Center） - 地元出身の美術家や、その作品群を展示している。作品の形態は絵画・陶器・ステンドグラス・彫刻と多岐にわたる。ウィンチェスター通りに位置する。
- セントラル・パーク（Central Park） - 広さ190,000m²（47エーカー）におよぶ広大な公園。
- ジェシー・スチュアート協会（Jesse Stuart Foundation） - アシュランド近郊で生まれ育った20世紀の小説家・詩人ジェシー・スチュアートをはじめとする、アパラチア山脈地方の文芸家による作品を後世に残すために活動している機関。アシュランドに本部を置いている。

### イベント
- サマー・モーション（Summer Motion）
- ポージズ・ランディング・デイズ（Poage's Landing Days） - 夏のイベント。
- ウィンター・ワンダーランド・オブ・ライツ（Winter Wonderland of Lights） - 冬の恒例行事となっているイルミネーションイベント。

## 交通

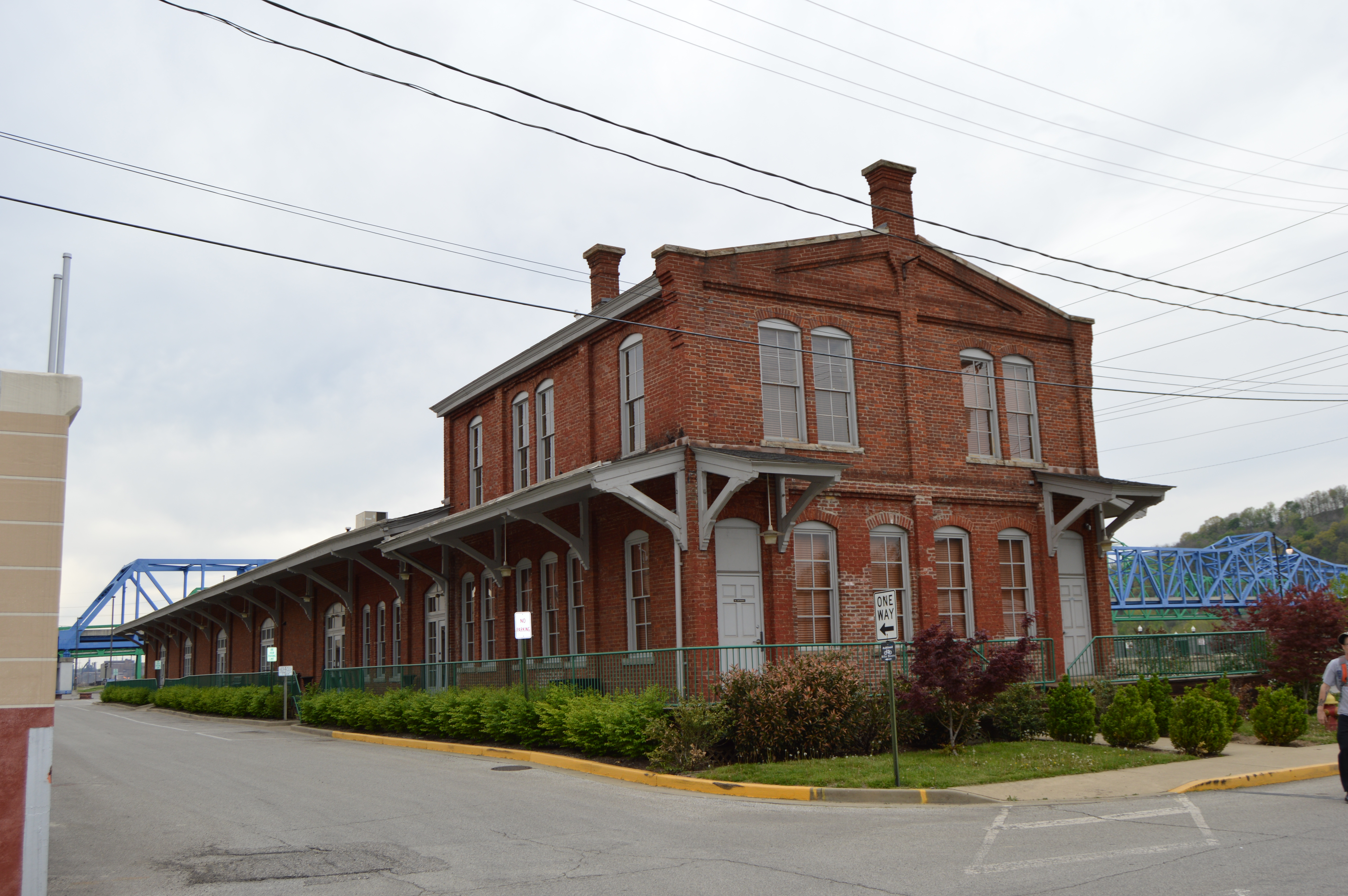
アシュランド駅

アムトラックのアシュランド駅がオハイオ川岸あり、シカゴとワシントンD.C.をシンシナティ経由で結ぶ長距離列車カーディナル号が停車する。この駅はグレイハウンドのバスディーポも併設しており、ウェストバージニア州の州都チャールストンとオハイオ州の州都コロンバスを結ぶ路線が停車する。この路線は1日3便あり、アシュランドからチャールストンまでは約1時間半、コロンバスまでは約3時間である。
アシュランドは州間高速道路64号線からは15kmほど北に離れている。I-64はケンタッキー・ウェストバージニア両州を東西に貫く高速道路で、西はセントルイス、東はバージニアビーチへと通じている。
アシュランドの玄関口となる空港はハンティントンのトライステート空港（Tri-State Airport、IATA: HTS）である。同空港はアシュランドの南東約16kmに位置している。

## 教育
アシュランド市内の公立学校はすべてアシュランド独立学区（Ashland Independent School District）の下で運営されている。同学区には小学校6校、中学校1校、高校1校がある。アシュレー・ジャドはアシュランドでただ1校だけの公立高校であるポール・G・ブレーザー高校（Paul G. Blazer High School）の卒業生で、高校時代はチアリーダーであった。またこれらの公立学校のほか、アシュランドには私立学校も2校ある。
高等教育機関としては、コミュニティカレッジであるアシュランド・コミュニティ・アンド・テクニカル・カレッジ（Ashland Community and Technical College）が市内に数ヶ所のキャンパスを有している。そのほか、モアヘッド州立大学（Morehead State University）もアシュランドに支部キャンパスを構えている。

## メディア
アシュランドの主要な新聞としては、日刊紙であるデイリー・インディペンデント紙（The Daily Independent）が挙げられる。同新聞社は1896年にキャットレッツバーグで創業し、1900年にアシュランドに移転した。現在、同紙はアシュランド市内のみならず、3州にまたがる都市圏で購読されており、刊行部数は21,000部におよぶ。

## 人口動勢
以下は2000年国勢調査における人口統計データである。
| 基礎データ - 人口: 21,981人 - 世帯数: 9,675世帯 - 家族数: 6,192家族 - 人口密度: 766.0人/km²（1,984.4人/mi²） - 住居数: 10,763軒 - 住居密度: 375.1軒/km²（971.7軒/mi²） 人種別人口構成 - 白人: 95.84% - アフリカン・アメリカン: 2.30% - ネイティブ・アメリカン: 0.12% - アジア人: 0.39% - 太平洋諸島系: 0.01% - その他の人種: 0.22% - 混血: 1.12% - ヒスパニック・ラテン系: 0.59% 年齢別人口構成 - 18歳未満: 21.9% - 18-24歳: 8.0% - 25-44歳: 26.5% - 45-64歳: 23.7% - 65歳以上: 19.9% - 年齢の中央値: 41歳 - 性比（女性100人あたり男性の人口） - 総人口: 83.9 - 18歳以上: 79.3 | 世帯と家族（対世帯数） - 18歳未満の子供がいる: 26.8% - 結婚・同居している夫婦: 47.4% - 未婚・離婚・死別女性が世帯主: 13.5% - 非家族世帯: 36.0% - 単身世帯: 33.1% - 65歳以上の老人1人暮らし: 16.0% - 平均構成人数 - 世帯: 2.23人 - 家族: 2.82人 収入と家計 - 収入の中央値 - 世帯: 30,309米ドル - 家族: 40,131米ドル - 性別 - 男性: 35,362米ドル - 女性: 23,994米ドル - 人口1人あたり収入: 19,218米ドル - 貧困線以下 - 対人口: 18.4% - 対家族数: 14.0% - 18歳未満: 28.3% - 65歳以上: 12.3% |